# Ashmore- en Cartiereilanden
De Ashmore- en Cartiereilanden (Engels: Ashmore and Cartier Islands; Maleis: Pulau Pasir) zijn een extern territorium van Australië. De eilanden liggen in de Indische Oceaan, ongeveer 320 km ten noordwesten van Australië en 144 km ten zuiden van Indonesië (12°14'ZB, 123°5'OL). Het territorium bestaat uit 4 kleine, onbewoonde eilandjes, te weten West-, Middle- en Easteiland in het Ashmorerif en Cartiereiland. De totale oppervlakte bedraagt 5 km².

## Geschiedenis
In 1931 aanvaardde Australië het territorium van het Verenigd Koninkrijk. De eilanden behoorden bestuurlijk tot het Noordelijk Territorium, maar toen dit in 1978 zelfbestuur kreeg werden ze overgedragen aan het Australisch Gemenebest.
De eilanden zouden in 1811 ontdekt zijn door de Engelse zeekapitein Ashmore. In 1877 kwamen ze weer in de belangstelling omdat zowel de Amerikaan Webb als de Engelsman Howlett respectievelijk bij de West-Australische en de Nederlands-Indische regering een verzoek om een lease van de eilanden hadden ingediend. Ze waren geïnteresseerd in de guano die op de eilanden te vinden was.
Hieruit ontstond enig diplomatiek verkeer tussen Groot-Brittannië en Nederland omtrent de soevereiniteit over de eilanden. Nederland berustte in 1879 in de aanspraken van Groot-Brittannië.